# Coupe René Le Bègue 1946
Le Grand Prix automobile de Saint-Cloud 1946 (ou Coupe René Le Bègue) est un Grand Prix qui s'est tenu sur le circuit de Saint-Cloud, près de Paris le 9 juin 1946.
Il s'agit de la première Grande Épreuve disputée après la fin de la Seconde Guerre mondiale.

## Classement de la course
| Pos. | no | Pilote                               | Écurie                         | Châssis          | Tours | Temps/Abandon  |
| ---- | -- | ------------------------------------ | ------------------------------ | ---------------- | ----- | -------------- |
| 1    | 3  | Raymond Sommer                       | Private entry                  | Maserati 4CL     | 30    | 1:38:42.0      |
| 2    | 6  | Louis Chiron                         | Automobiles Talbot Darracq     | Talbot-Lago T26  | 30    | +17.6          |
| 3    | 11 | Robert Mazaud                        | Private entry                  | Maserati 4CL     | 29    | +1 Lap         |
| 4    | 5  | Arialdo Ruggeri                      | Private entry                  | Maserati 4CL     | 29    | +1 Lap         |
| 5    | 21 | Thomas Mathieson                     | Private entry                  | Maserati 8C      | 28    | +2 Laps        |
| 6    | 7  | Eugène Chaboud Yves Giraud Cabantous | Ecurie France                  | Delahaye 135S    | 28    | +2 Laps        |
| 7    | 8  | Georges Grignard                     | Ecurie France                  | Delahaye 135S    | 27    | +3 Laps        |
| 8    | 18 | Eric Verkade                         | Private entry                  | Alfa Romeo 8C    | 27    | +3 Laps        |
| 9    | 9  | Henri Trillaud                       | Ecurie France                  | Delahaye 135S    | 27    | +3 Laps        |
| 10   | 14 | Discoride Lanza Maurice Trintignant  | Private entry                  | Maserati 4CL     | 26    | +4 Laps        |
| 11   | 23 | Charles Pozzi                        | Ecurie France                  | Delahaye 135S    | 26    | +4 Laps        |
| Ret  | 1  | Jean-Pierre Wimille                  | Alfa Romeo                     | Alfa Romeo 158   | 19    | Gearbox        |
| Ret  | 2  | Giuseppe Farina                      | Alfa Romeo                     | Alfa Romeo 158   | 15    | Gearbox        |
| Ret  | 15 | Henri Louveau                        | Scuderia Automovilistica Milan | Maserati 4CL     | 14    | Shock absorber |
| Ret  | 4  | Tazio Nuvolari                       | Private entry                  | Maserati         | 14    | Engine         |
| Ret  | 7  | Eugène Chaboud                       | Ecurie France                  | Delahaye V12     | 10    | Piston         |
| Ret  | 17 | "Raph"                               | Ecurie Naphtra Course          | Maserati 6CM     |       |                |
| Ret  | 10 | Paul Friderich                       | Private entry                  | Delahaye 155     |       |                |
| Ret  | 20 | Enrico Platé                         | Private entry                  | Maserati 4CL     | 8     |                |
| Ret  | 12 | Harry Schell                         | Ecurie Lucy O´Reilly Schell    | Maserati 6CM     | 6     | Gearbox        |
| Ret  | 28 | Eugène Martin                        | Private entry                  | Salmson          | 3     | Supercharger   |
| Ret  | 19 | Victor-Henri Serve                   | Private entry                  | Bugatti Type 35B | 1     | Magneto        |
| DNS  | 26 | Jean Lucas                           | Private entry                  | Alfa Romeo 8C    |       |                |

- Légende: Abd.=Abandon - Np.=Non partant.

## Pole position et record du tour
- Pole position :
- Meilleur tour en course :